# 브레인 빅뱅
《브레인 빅뱅》은 2011년부터 2012년까지 EBS1에서 방송된 청년 창업 오디션 프로그램이다.